# Dasytrogus muelleri
Dasytrogus muelleri är en skalbaggsart som beskrevs av Vladimir Balthasar 1956. Dasytrogus muelleri ingår i släktet Dasytrogus och familjen Melolonthidae. Inga underarter finns listade i Catalogue of Life.